# Jim Scherr
James Edwin „Jim” Scherr (ur. 27 lipca 1961 w Eureka) – amerykański zapaśnik walczący w stylu wolnym. Olimpijczyk z Igrzysk 1988 w Seulu. Piąte miejsce w wadze do 90 kg. Trzykrotny medalista Mistrzostw Świata. Medalista Igrzysk i Mistrzostw Panamerykańskich. Pierwsze miejsce w Pucharze Świata w 1986 i 1989, drugie w 1988, 1990 roku. U.S. Nationals champion w 1986, 1987, 1989.
Jego brat bliźniak William Scherr również był członkiem ekipy olimpijskiej w zapasach w 1988 roku; zdobył brązowy medal w wadze 100 kg w stylu wolnym.